# Eumorpha megaeacus
Eumorpha megaeacus is een vlinder uit de familie van de pijlstaarten (Sphingidae). De wetenschappelijke naam van de soort werd in 1816 gepubliceerd door Jacob Hubner.

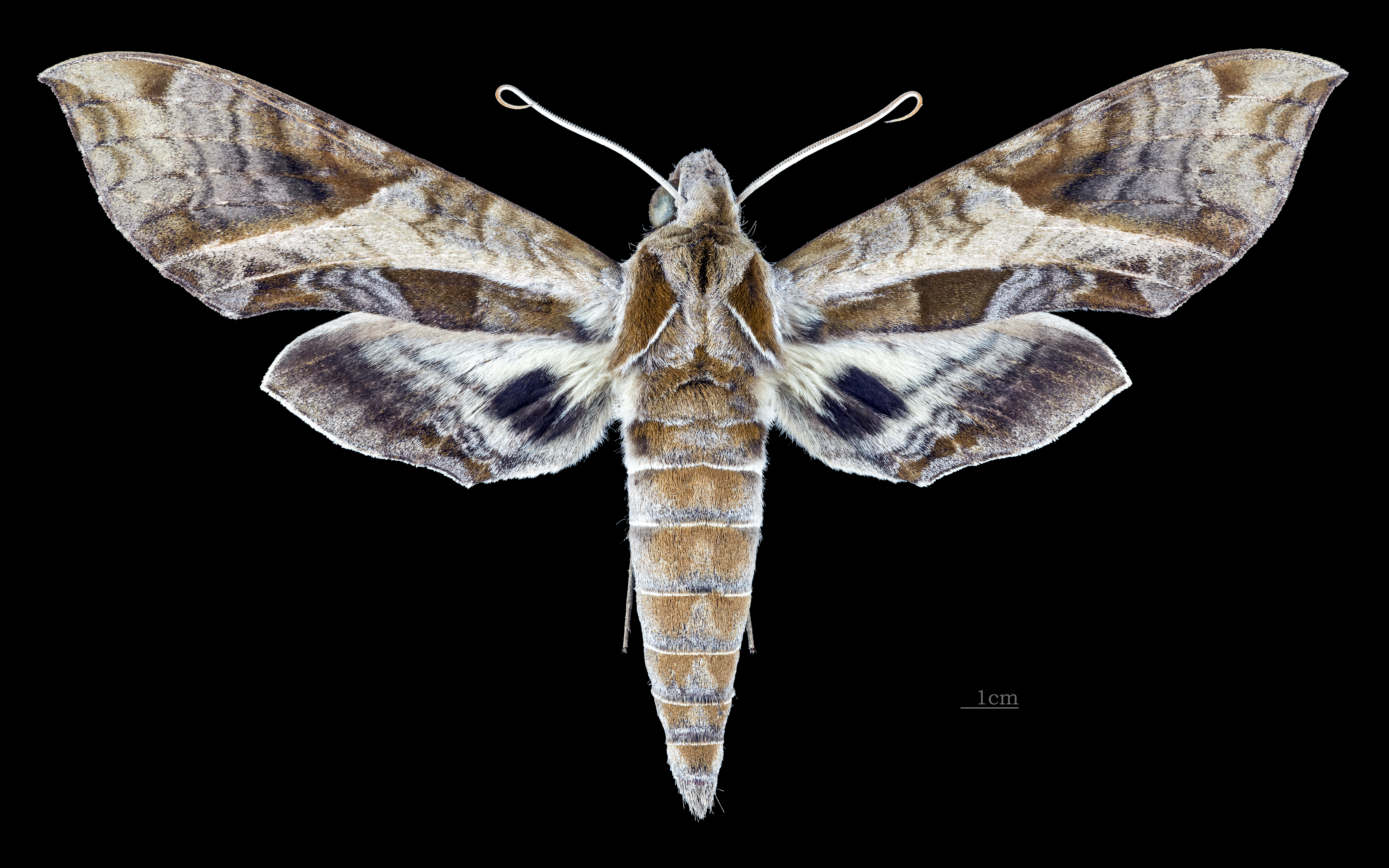
Eumorpha megaeacus  ♀
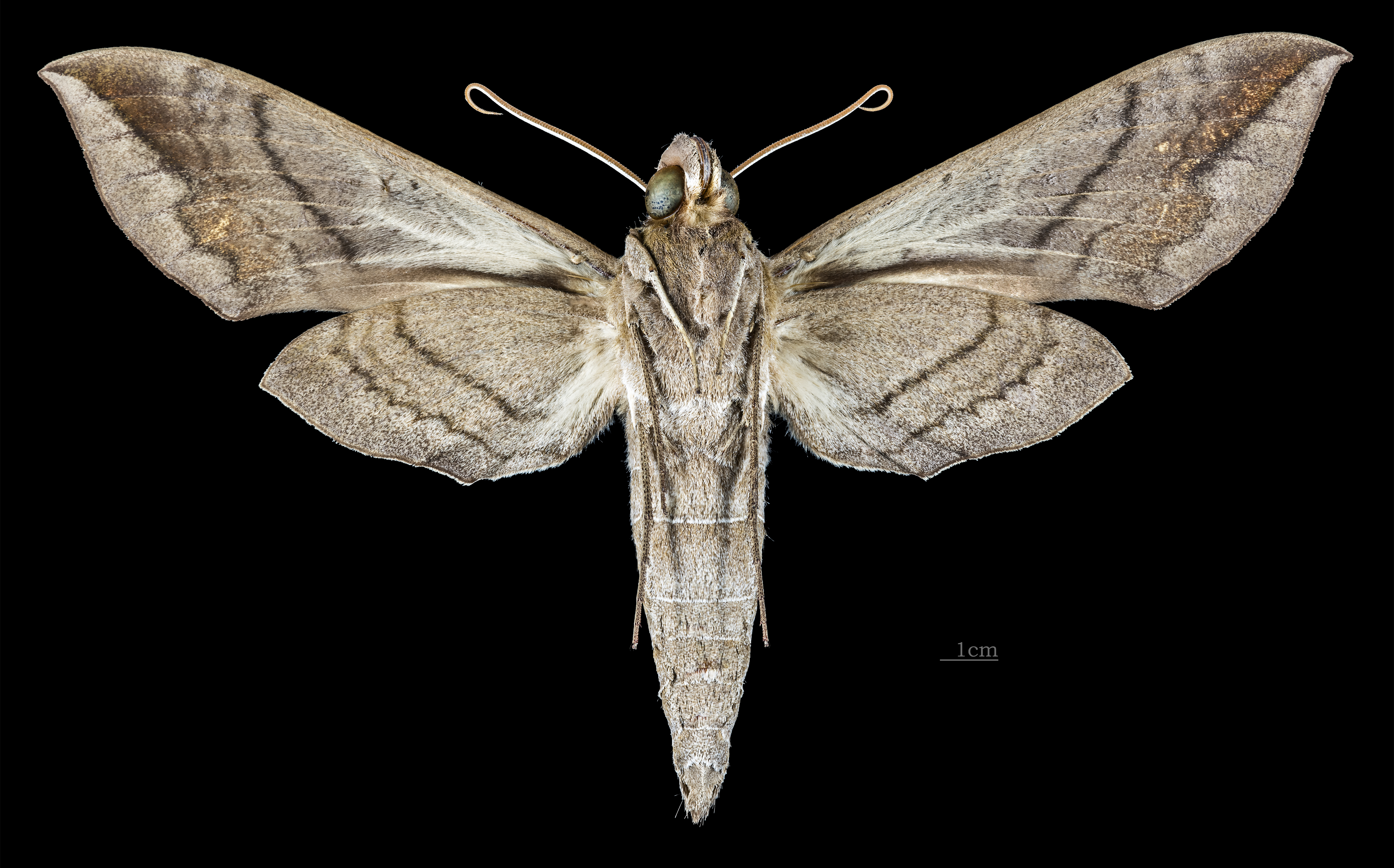
Eumorpha megaeacus    ♀ △